# پیترو جنووسی
پیترو جنووسی (به ایتالیایی: Pietro Genovesi) بازیکن فوتبال و اهل ایتالیا است که از سال ۱۹۲۱ میلادی عضو تیم ملی فوتبال ایتالیا بوده و در ۱۰ بازی ملی حضور داشته‌است. او در بازی‌های ملی‌اش گلی به ثمر نرساند.
پیترو جنووسی آخرین بازی ملی خود را در سال ۱۹۲۹ میلادی انجام داد.